# 487. pehotni polk (Wehrmacht)
Za druge 487. polke glejte 487. polk.
487. pehotni polk (izvirno nemško Infanterie-Regiment 487) je bil eden izmed pehotnih polkov v sestavi redne nemške kopenske vojske med drugo svetovno vojno.

## Zgodovina
Polk je bil ustanovljen 26. avgusta 1939 kot polk 4. vala v WK XI iz nadomestnih bataljonov: 59., 73. in 74.; polk je bil dodeljen 267. pehotni diviziji. 
31. januarja 1940 je bil II. bataljon izvzet iz sestave in dodeljen 518. pehotnemu polku. 2. decembra istega leta je bil III. bataljon izvzet in dodeljen 590. pehotnemu polku; bataljona sta bila nadomeščena.
5. maja 1942 je bil II. bataljon razpuščen v bojih; nadomestil ga je premeščeni II. bataljon 497. pehotnega polka.
15. oktobra 1942 je bil polk preimenovan v 487. grenadirski polk.